# يو إف سي على إي إس بي إن: لويس ضد ناسيمينتو
يو إف سي على إي إس بي إن: لويس ضد ناسيمينتو (بالإنجليزية: UFC on ESPN: Lewis vs. Nascimento)‏ هو حدث لفنون القتال المختلطة نظمته يو إف سي، أُقيم في 11 مايو 2024، على إنتربرايس سنتر في سانت لويس، ميزوري، الولايات المتحدة.